# 어 데이 투 리멤버
어 데이 투 리멤버(A Day to Remember)는 미국의 메탈 밴드이다.

## 구성원

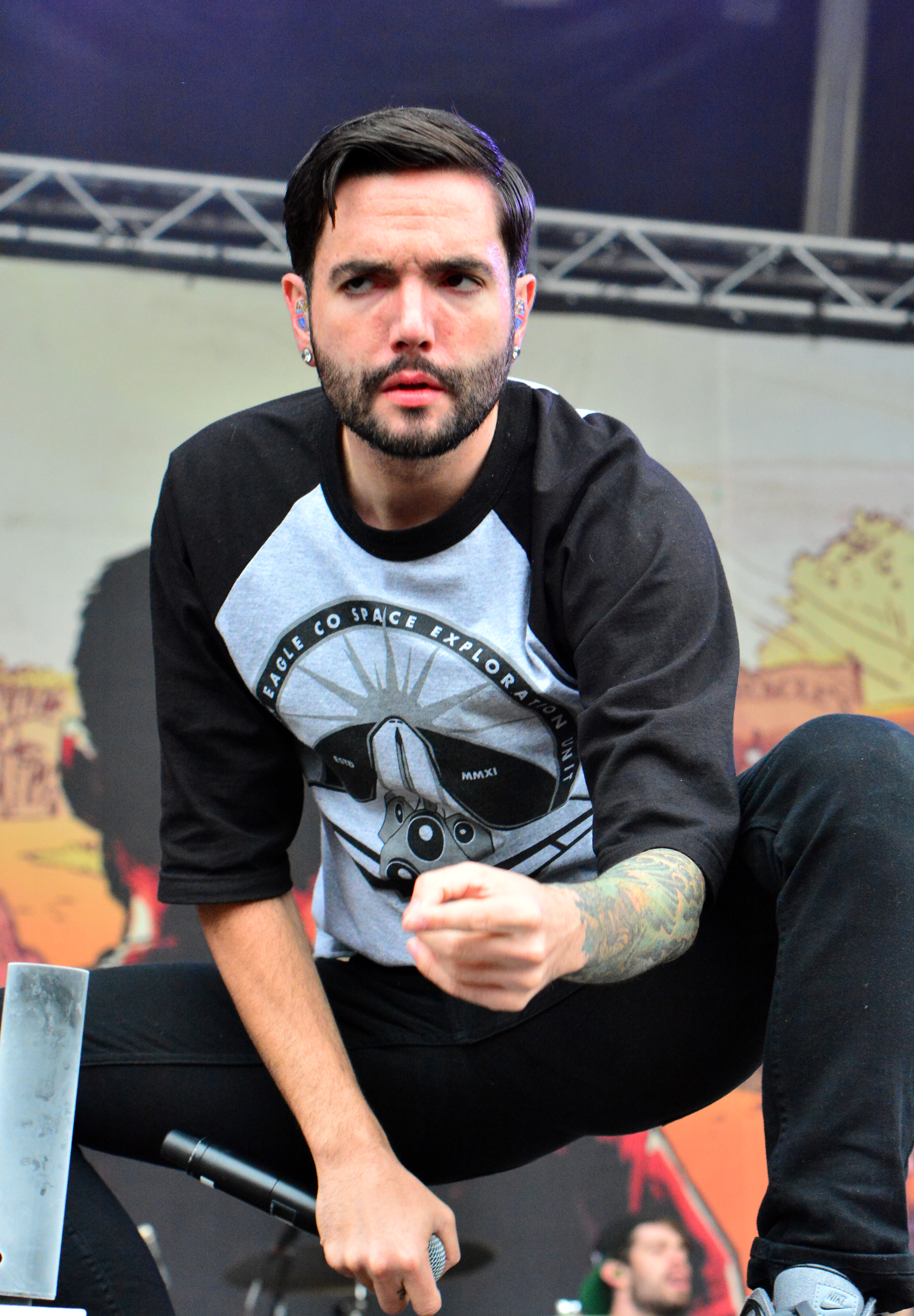
Jeremy McKinnon
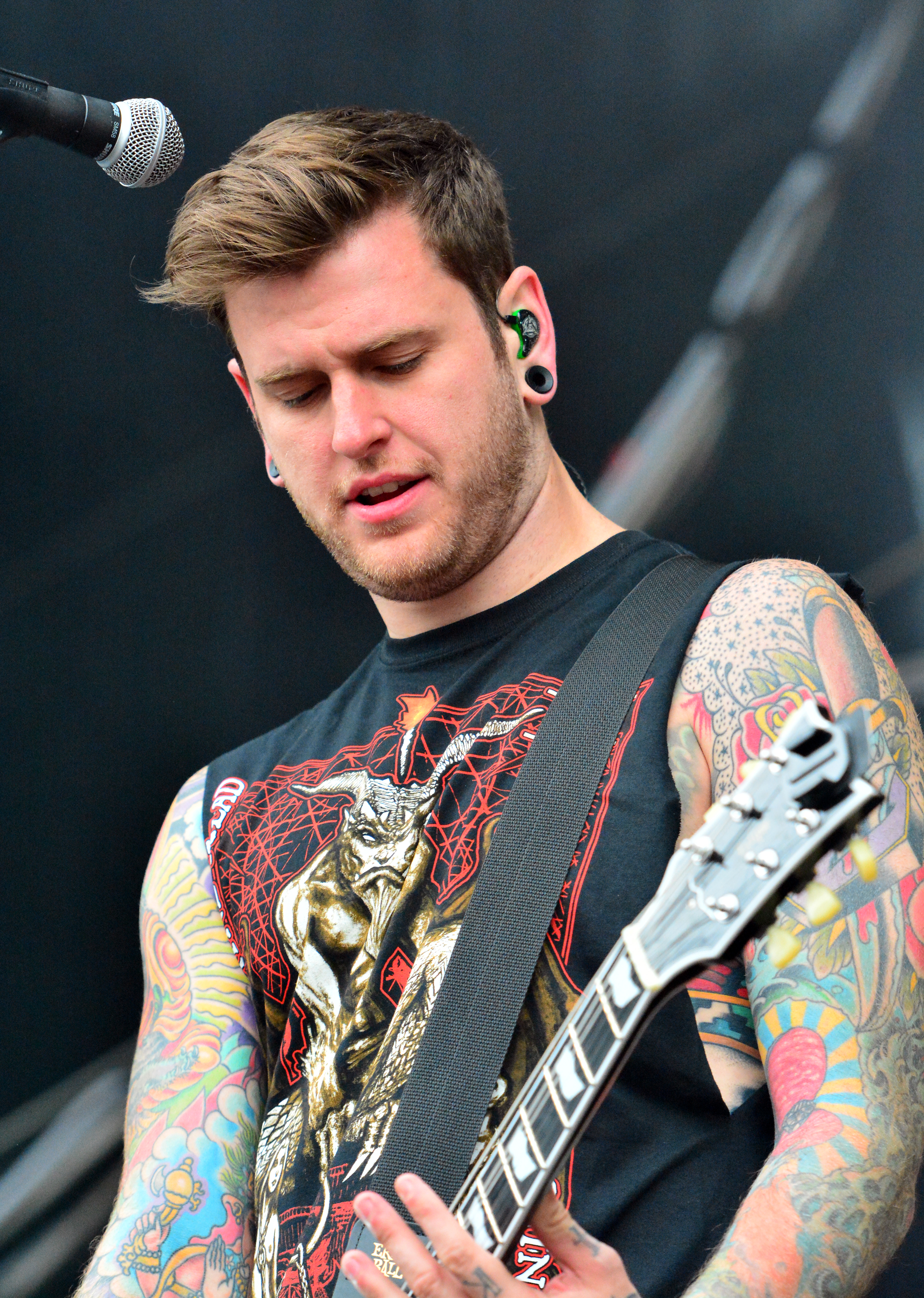
Neil Westfall
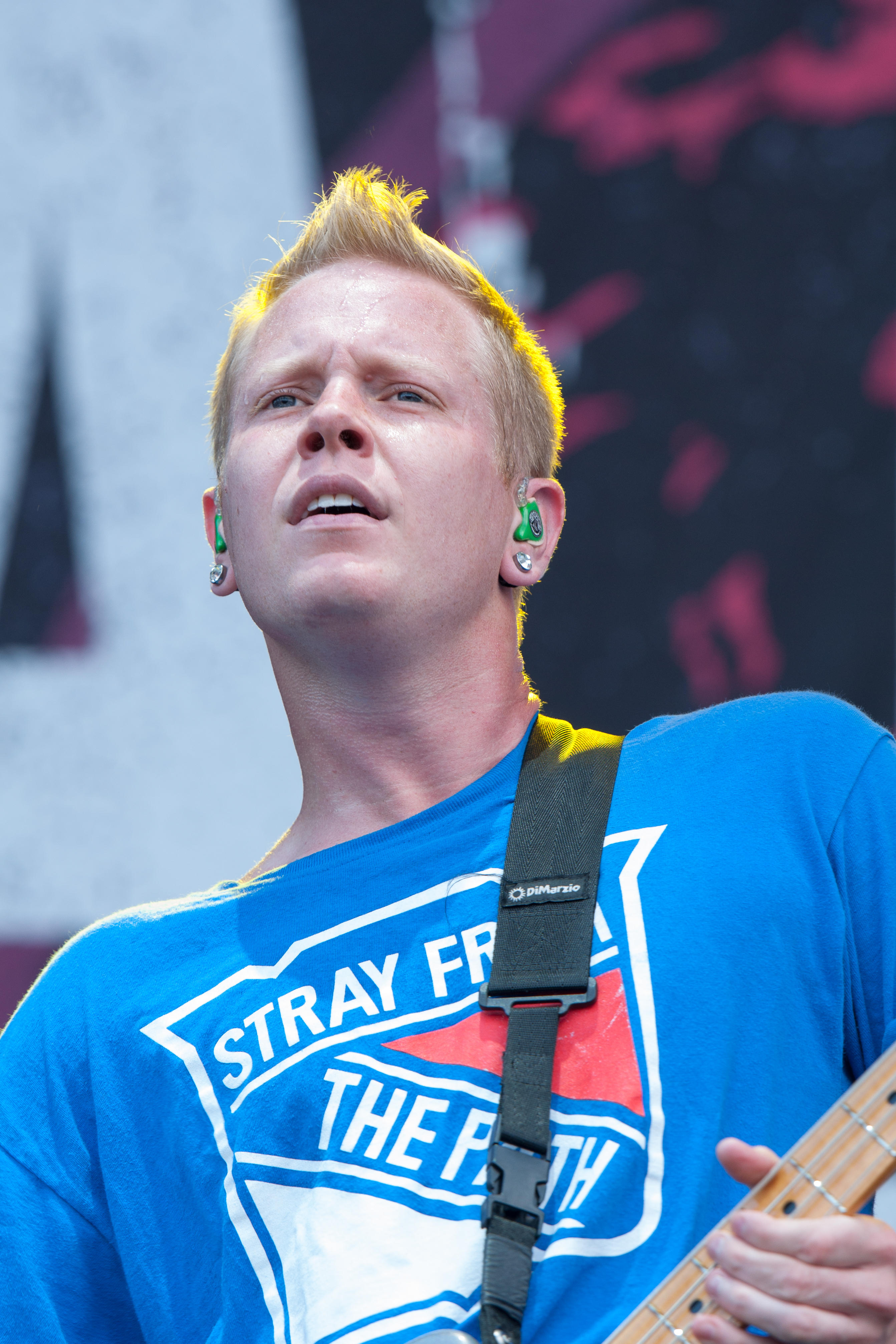
Joshua Woodard
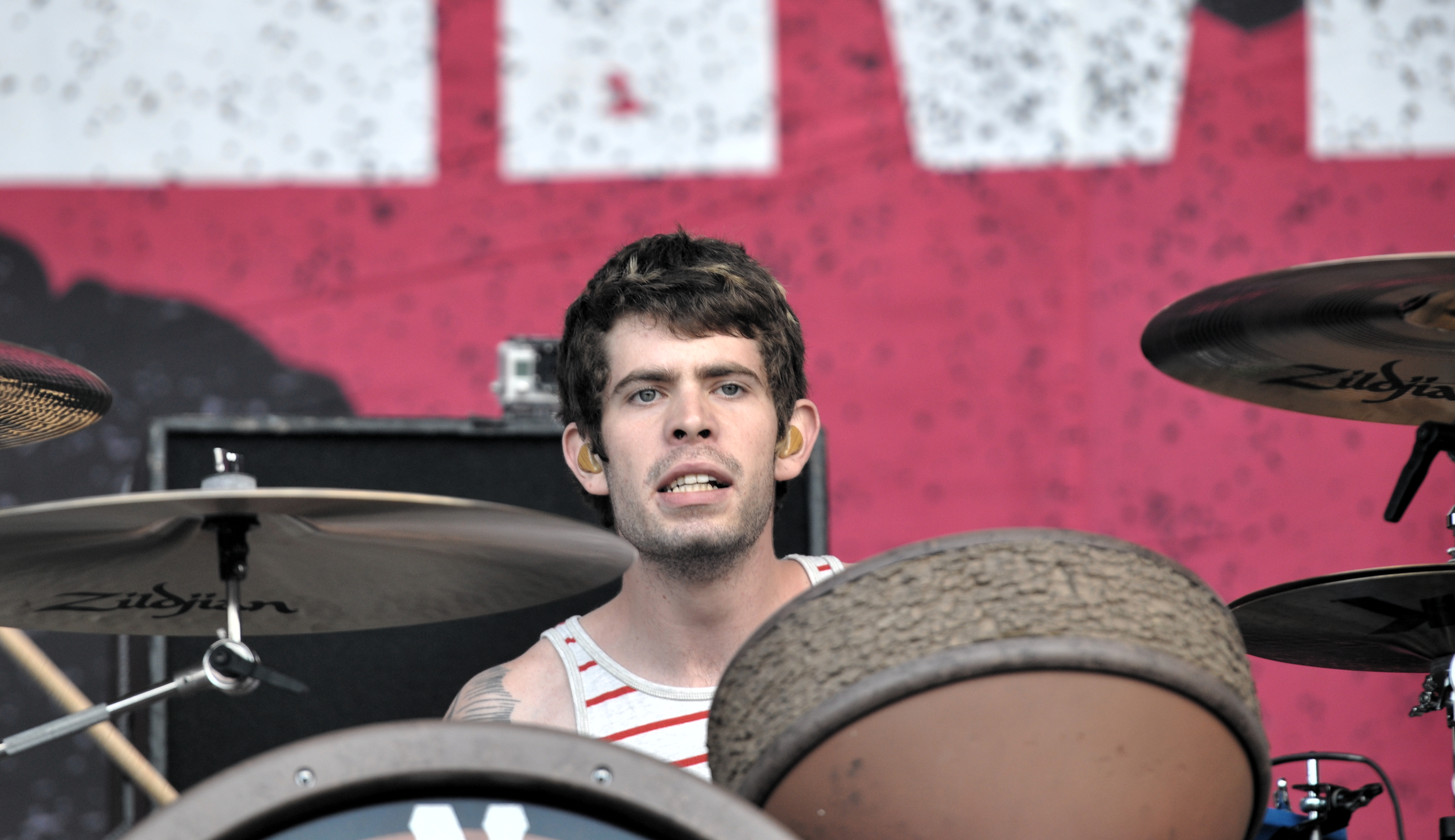
Alex Shelnutt
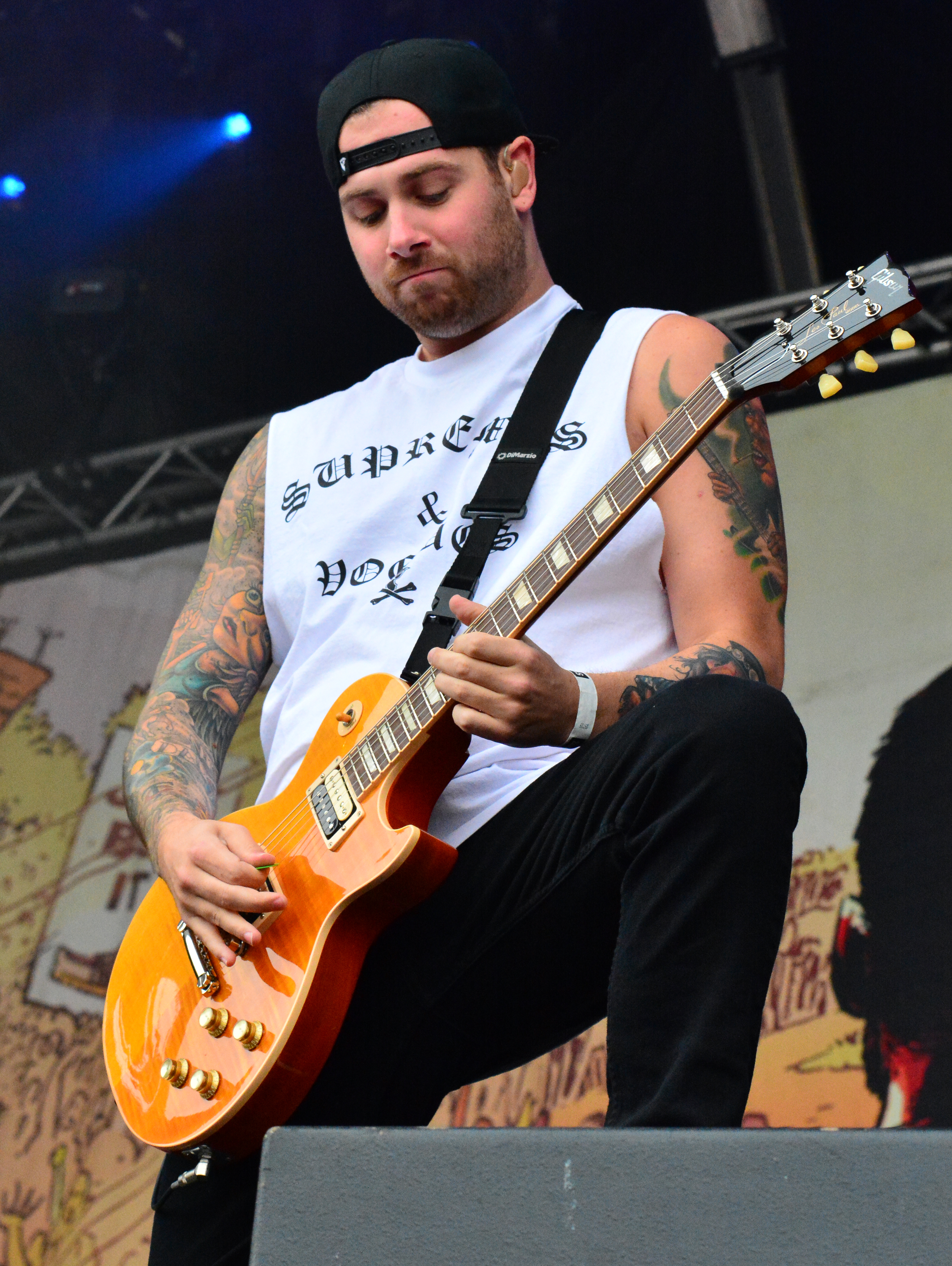
Kevin Skaff